# Sira Diop
Sakiliba Sissoko, conocida como Sira Diop (Segú, 31 de marzo de 1929 - Bamako, 17 de noviembre de 2013) fue una maestra y activista feminista y sindicalista maliense. Fue pionera en la lucha por la educación de las jóvenes y las mujeres. En 1958 presidió la Unión de Mujeres del Sudán (Sudán francés, actual Malí). Un año después impulsó la creación de la Unión de Mujeres de África Occidental.

## Biografía
Sakiliba Sissoko, conocida por su apellido de casada Diop nació en Segú, feudo de la etnia bambara, aunque ella pertenecía a la etnia kassonké, mayoritaria en la región de Kayes.
Fue la primera mujer del Sudán francés (actual Malí) en 1950 en obtener el certificado de bachiller y la primera laureada en 1961 en el concurso de inspectores de enseñanza primaria. 
Estudió en la Escuela Normal de Rufisque abierta en 1938, la primera escuela para maestras que admitía a alumnas africanas, a la que también asistieron la guineana Jeanne Martin Cissé, Jeanne Gervais de Costa de Marfil que llegaron a ministras tras la independencia de sus países, o la periodista senegalesa Annette Mbaye d'Erneville, la escritora Mariama Bâ y otras mujeres que años después defendieron posiciones vanguardistas. En Rufisque uno de los ejes de formación para las jóvenes aspirantes a profesoras era el espíritu panafricanista, inculcado por su directora Germaine Le Goff con posiciones vanguardistas en su mirada sobre África sin escapar a la mirada contradictoria de la cultura colonizadora.
Diop impulsó la lucha por los derechos de las mujeres en su país sino también de las mujeres africanas animándolas a militar no solo en asociaciones femeninas sino también en sindicatos y organizaciones no gubernamentales. A finales de los años 50, junto con Aoua Keïta fue miembro fundadora del Inter-sindicato de mujeres trabajadoras de Sudán (Sudán francés actual Malí) y miembro fundadora y presidenta de la Unión de Mujeres Trabajadoras del Sudán (USF) creada en 1958. Presidió la Unión de Mujeres del Sudán creada en noviembre de 1958. El 20 de julio de 1959 impulsó la creación de la Unión de Mujeres de África Occidental.
Tras la independencia de Malí en 1960, entre 1962 y 1965 fue la primera directora del Lycée des jeunes filles (actual Lycée Ba Aminata Diallo), prestigiosa escuela de secundaria para chicas y en el mismo periodo fue miembro de la Comisión de reforma de programas de enseñanza en Malí (1962-1964).
Sira y otras activistas redactaron un Código del matrimonio, promulgado en 1962. Malí fue el primer país del África Occidental independiente que elaboró una legislación laicizando el matrimonio, limitando el importe de la dote, prohibiendo la repudiación y los matrimonios forzados y fijando la edad mínima legal de 15 años para el matrimonio de las jóvenes.
En 1967 obtuvo un certificado de Planificación de la educación del Instituto Internacional de la UNESCO.
En 1971 asumió en el Ministerio de educación nacional la sección sobre educación de las niñas y de 1976 a 1978 fue directora de la división de promoción femenina en la Dirección nacional de Alfabetización funcional y de la lingüística aplicada (DNAFLA).
En la década de 1970 trabajó con UNESCO, UNICEF y OMS en varias ocasiones. Aunque musulmana denunció el islam fundamentalista que estaba invadiendo Malí «Malí no es una república islámica, señaló. Estoy a favor de la adopción de este código que permitirá que todas comunidades tengan una ley común, explicó a un periódico en Malí durante la entrevista en 2007 sobre el código de familia.
Murió el 17 de noviembre de 2013 en Bamako a los 84 años. Fue enterrada con honores en Bamako.

## Premios y reconocimientos
- Chevalier de l’Ordre national du Mali (1980),
- Officier de l’Ordre national du Mali (1995),
- Commandeur de l’ordre national du Mali (2000),
- Grand officier de l’Ordre national du Mali (2005)

## Documental
En 2010 la realizadora maliense Fatoumata Coulibaly presentó el documental Sira Diop, le fleuve intarissable  (26') sobre su figura y su lucha junto a sus compañeras de Rufisque para sensibilizar a las  mujeres, ayudarlas a tener confianza en sí mismas y animarlas a que asumieran su responsabilidad en tanto que pilares de la familia y del país.

## Reconocimientos póstumos
- En 2017 se inauguró la Biblioteca Diop Sira Sissoko en Bamako, en presencia de la primera dama Keita Aminata Maiga y una representación de grupos feministas y organizaciones en defensa de los derechos de las mujeres.[10]
- Desde mayo de 2019 el centro de maternidad en Kabala lleva el nombre de Maternité Sira Diop. [11]